# Sinularia arborea
Sinularia arborea is een zachte koraalsoort uit de familie Alcyoniidae. De koraalsoort komt uit het geslacht Sinularia. Sinularia arborea werd in 1971 voor het eerst wetenschappelijk beschreven door Verseveldt. 